# Норский сельсовет (Ивановская область)
Норский сельсовет — упразднённая в 1954 году административно-территориальная единица в Кинешемском районе Ивановской области Российской Федерации.
Административный центр — деревня Норское.

## История
Образован в составе Кинешемского уезда Иваново-Вознесенской губернии. 10 июня 1929 года включён в состав Кинешемского района Ивановской промышленной области (с 11 марта 1936 года — Ивановской области).
18 июня 1954 года в результате укрупнения сельсоветов Кинешемского района присоединён к Ильинскому сельсовету.

## Состав
- Норское